# Helligåndskirken (Hvide Sande)
|  | Denne artikel omhandler Helligåndskirken i Hvide Sande. For andre kirker med dette navn, se Helligåndskirken. |
Helligåndskirken er en kirke i byen Hvide Sande i Vestjylland. Den kaldes også, fx i Sogneportalen, Hvide Sande Kirke.

## Historie
Kirken var færdigbygget i 1954. Ved kirkens indvielse 13. juni 1954 deltog kong Frederik 9. og dronning Ingrid.

## Kirkebygningen
Den er bygget af gule sten i senromansk stil. Indvendig har den hvide vægge og flade bjælkelofter.

## Interiør
På alteret står et stort egetrækors. Foran alteret ligger et broderet altertæppe fra 1981. Kirken har to kirkeskibe, et fra 1954 samt fiskekutteren Jenny Skomager fra 2004 . Kutteren siges at være Danmarks pr. definition eneste votivskib, som er en egentlig votivgave . De to kirkeklokker er skænket af A.P. Møller, den første ved indvielsen, den anden i 2008.
- Prædikestol
- Orgel
- Døbefont
- Votivskibet Jenny Skomager

## Eksterne kilder og henvisninger
- Wikimedia Commons har flere filer relateret til Helligåndskirken (Ringkøbing-Skjern Kommune)
- Hvide Sande Kirke hos KortTilKirken.dk